# Veli Kajum-chan

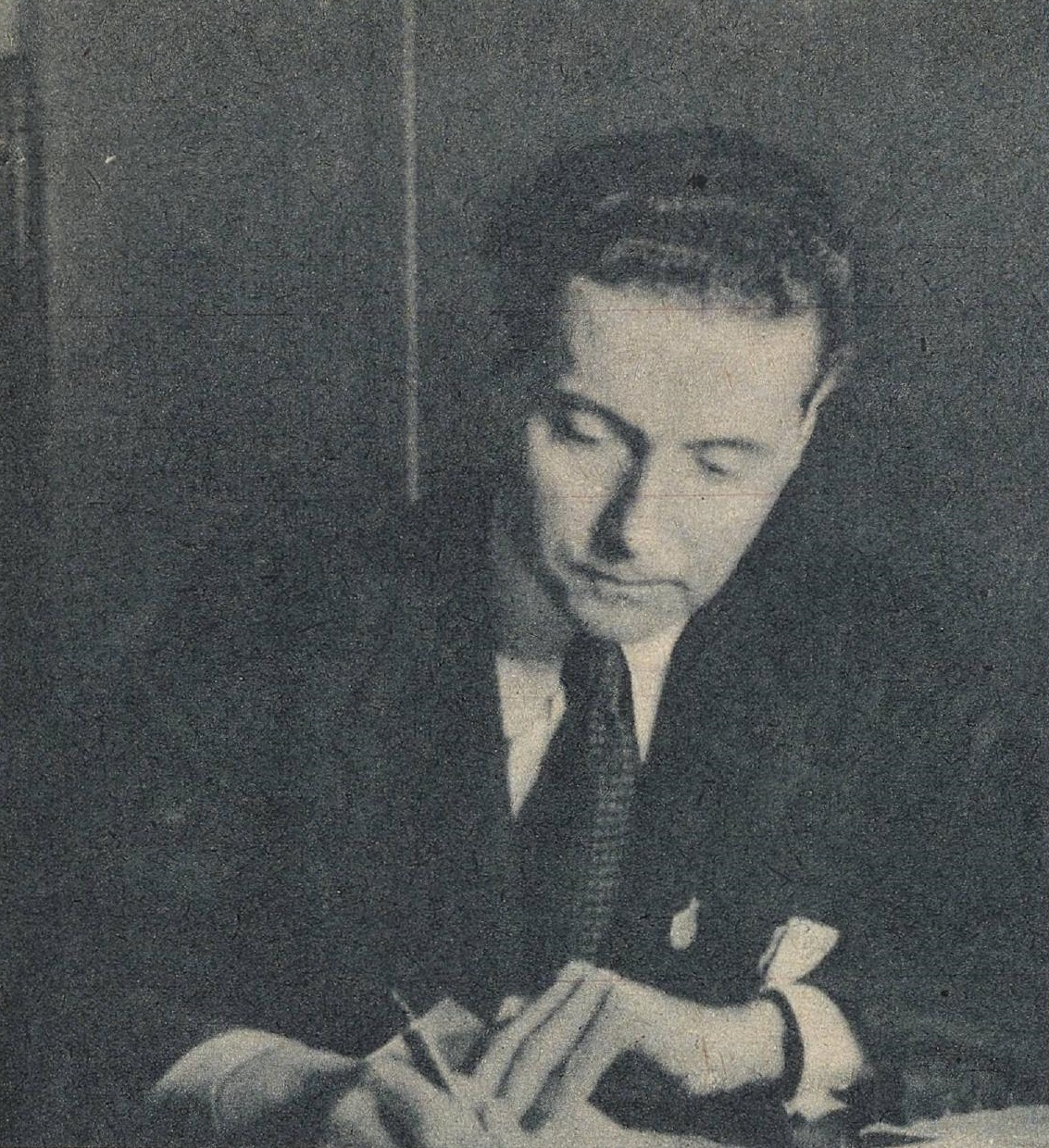
Veli Kajum-Chan

Veli Kajum-chan (* 15. Juli 1904 in Taschkent, Russisches Reich; † 13. August 1993 in Düsseldorf, Deutschland) war Vorsitzender des Nationalen Turkestanischen Einheitskomitee (NTEK), einer Turkestan-Exilregierung in Deutschland.

## Jugend
Nach dem Abitur in Taschkent und nach der Oktoberrevolution von 1917 kam es in Turkestan zu Unruhen. In einem bedeutenden Teil von Turkestan wurden regionale „Nationale Regierungen“ eingerichtet. Eine dieser nationalen Regierungen war die bucharische Volksrepublik.

## Leben in Deutschland
1921 kam er als Student nach Berlin. Zwischen 1921 und 1922 schickte die bucharische Regierung 70 Schüler und Studenten nach Deutschland. Einer dieser Schüler war Veli Kajum-Khan. Er blieb in Berlin und besuchte die Berliner Hochschule für Landwirtschaft sowie die Berliner Hochschule für Politik und absolvierte die Fakultät für Außenpolitik an der Universität Berlin, wo er 1941–1942 promovierte.
Vor und nach dem Zweiten Weltkrieg gingen viele Professoren, Ärzte, Anwälte und Architekten in die Türkei. Im Jahr 1924 wurde die Mehrheit der nationalen Regierungen in Turkestan, die unter der Kontrolle der Sowjetunion standen. 

## Nazizeit und Zweiter Weltkrieg
Bereits im Verlauf der 1930er Jahre arbeitete Kajum-Khan mit den Nazis zusammen.
Veli Kajum-Khan besuchte im Oktober 1941 ein Kriegsgefangenenlager in Ostpreußen. Die Bedingungen der Gefangenen waren katastrophal und viele litten unter Typhus. Kajum-Khan setzte sich für bessere Bedingungen der turkestanischen Kriegsgefangenen ein und diese wurden in ein anderes Lager südlich von Berlin verlegt. Dort erhielten sie ausreichend Essen und medizinische Versorgung. Die Deutschen schulten die turkestanischen Kriegsgefangenen an deutschen Waffen und indoktrinierten sie. Die Abwehr unterstützte den Aufbau einer deutsch-trainierten Turkestanarmee im Rahmen der Operation "Tiger B". Kajum-Khans direkter Vorgesetzter war Gerhard von Mende.
Veli Kajum-Khan, bekannt als der Präsident des „National Turkestanischen Einheitskomitees“ (National Turkestanian Unity Committee), wurde vom Kommandeur der turkestanischen Legionen und Hitlerdeutschland zuerkannt. 
Er nahm am Krieg teil, als die „Turkestan Legion“ unter der Koordination des deutschen Außenministeriums, des deutschen Ostministeriums und des deutschen Landstreitkräfte-Kommandos während des Zweiten Weltkriegs gebildet wurde. Er koordinierte die turkestanischen Truppen an einer breiten Frontlinie von Hitlers Sowjetunionsfeldzug nach Frankreich, Belgien und Italien. Die turkestanischen Legionen kämpften nicht nur gegen die Sowjets, sondern nahmen auch an Kämpfen mit US-amerikanischen und britischen Truppen in einem weiten Gebiet von der Normandie bis zu den Alpen teil.
Nach Aussage von Veli Kajum-Khan "kämpfte die Turkestanische Legion im Rahmen der Deutschen Wehrmacht für die Freiheit ihres Landes gegen Russland". 

## Nachkriegsleben
Nach einer zweijährigen Haftstrafe wurde er rehabilitiert. Er verbrachte sein ganzes Leben damit, die Unabhängigkeit Turkestans zu fördern. Er heiratete Eva Kajum in den 1950er Jahren in München. Aus der Ehe ging eine Tochter hervor.  Bis zu seinem Tod als Verleger, Schriftsteller und Vorsitzender des Nationalen Einheitskomitees von Turkestan blieb er 72 Jahre lang ein von Stalin abgeschriebener Bürger aus Turkestan mit einer lebenslangen staatenlosen Identität.
Kajum-Khan wurde von Landsleuten kontaktiert, um Unterstützung zur Anerkennung von Rentenjahren bei der Deutschen Rentenversicherung zu erhalten. 
Veli Kajum-Khan, von Landsleuten „la Ata tarafından“ oder auch „Ulu daracada körüücü (kirgisisch) Prezident Veli Kajum-Khan“ genannt, der in den Kriegsjahren Landsleute aus deutschen Gefangenenlagern befreit hatte, verstarb am 13. August 1993 in Düsseldorf im Alter von 89 Jahren.